# Llista de peixos del riu Dnièster

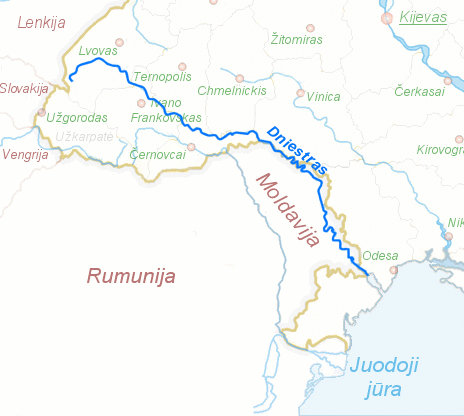
Conca del riu Dnièster a Ucraïna i Moldàvia

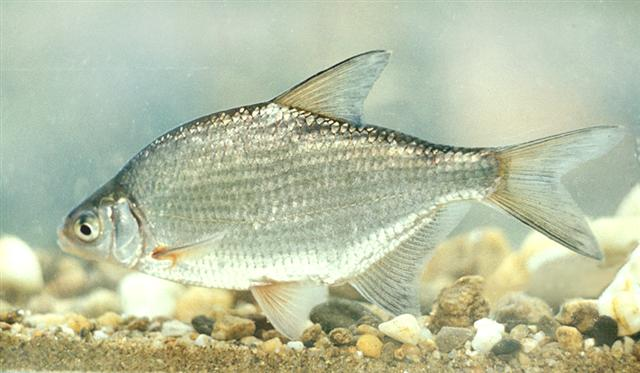
Blicca bjoerkna

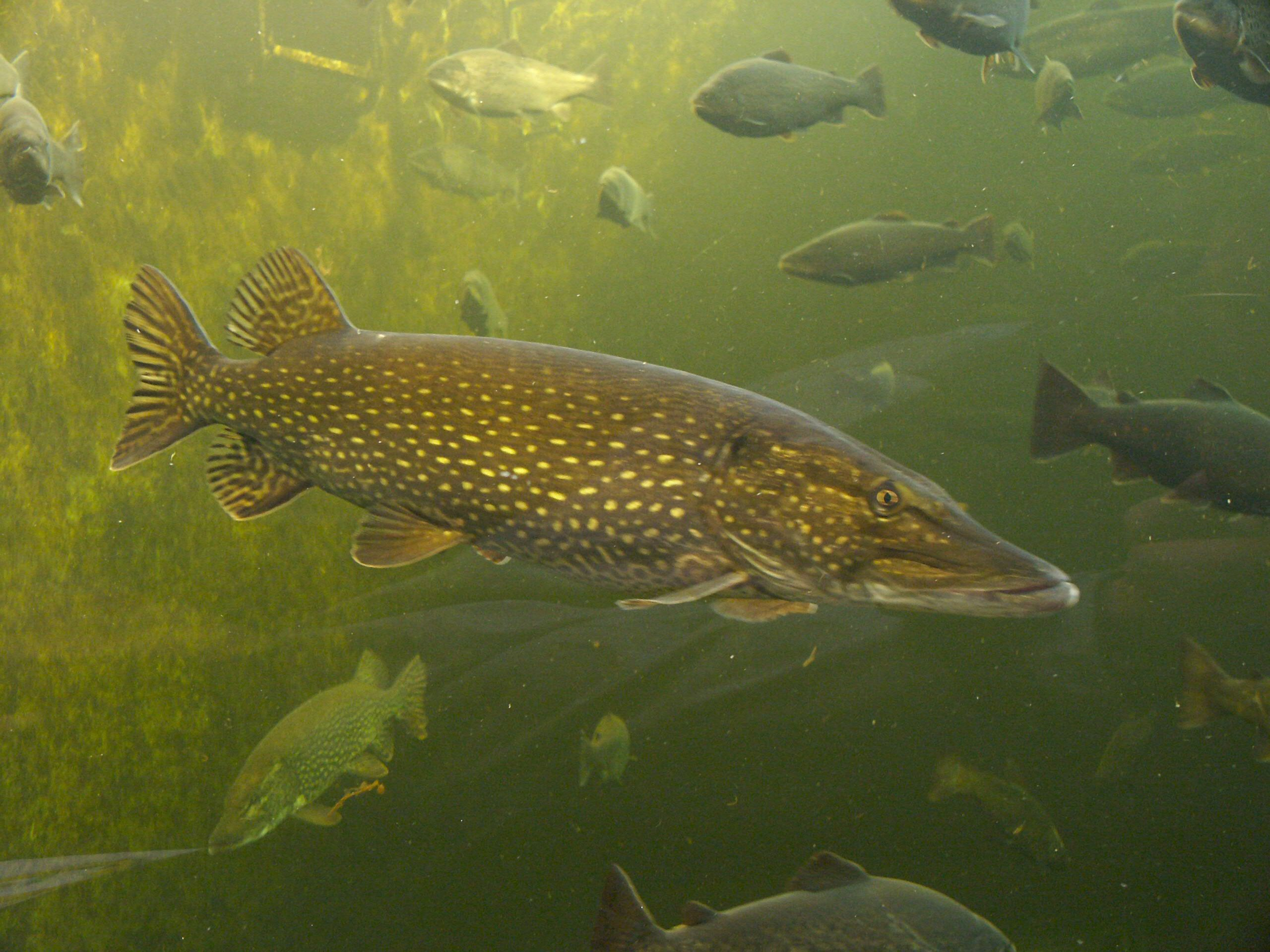
Lluç de riu (Esox lucius)

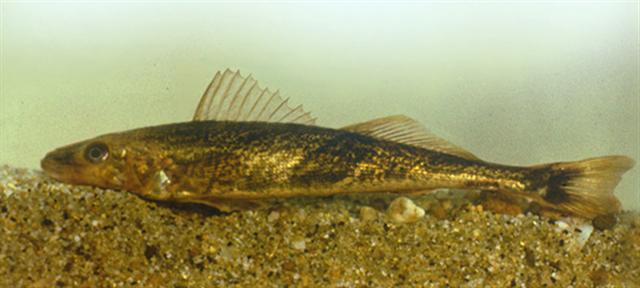
Zingel zingel

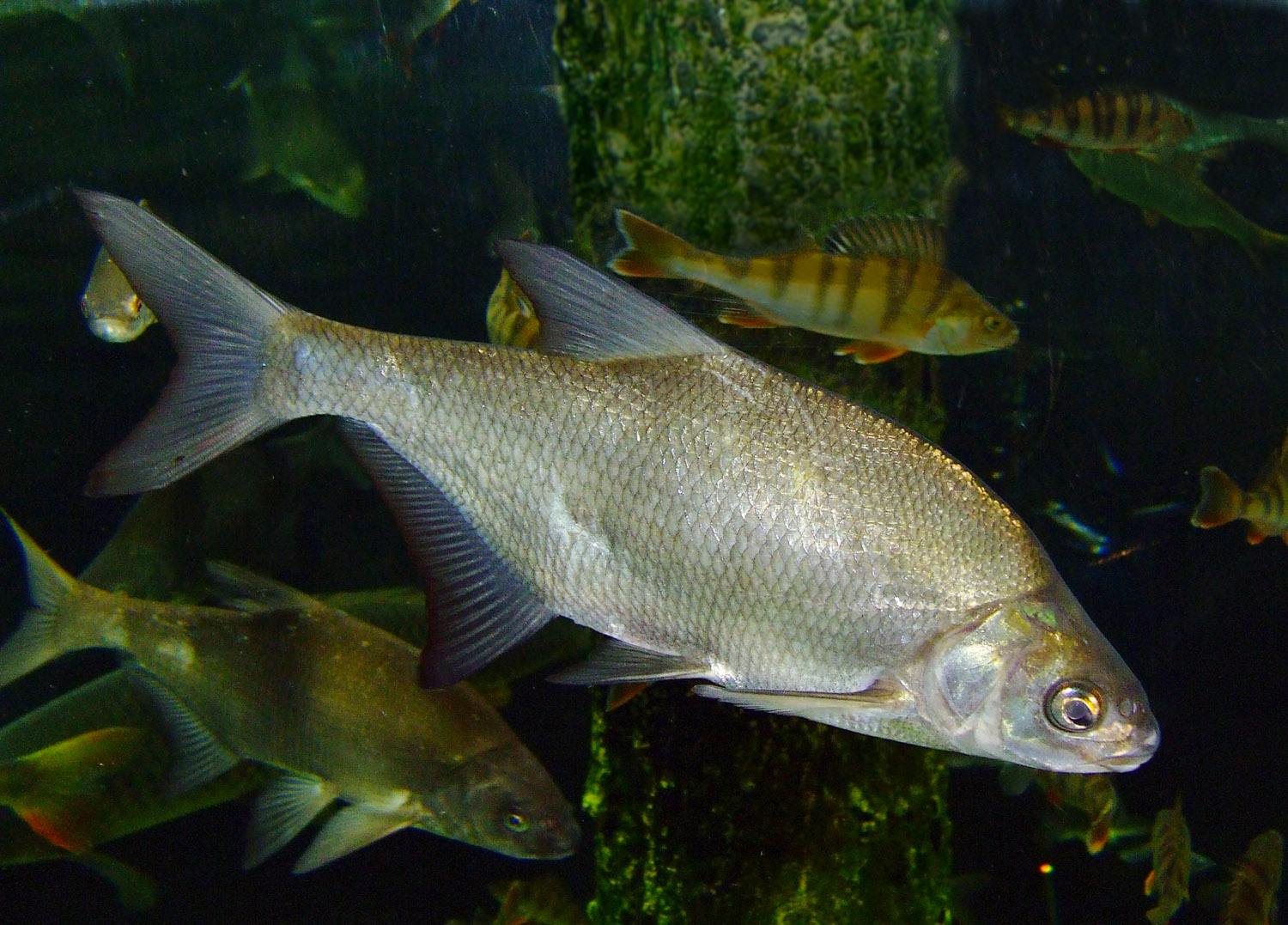
Brema (Abramis brama)

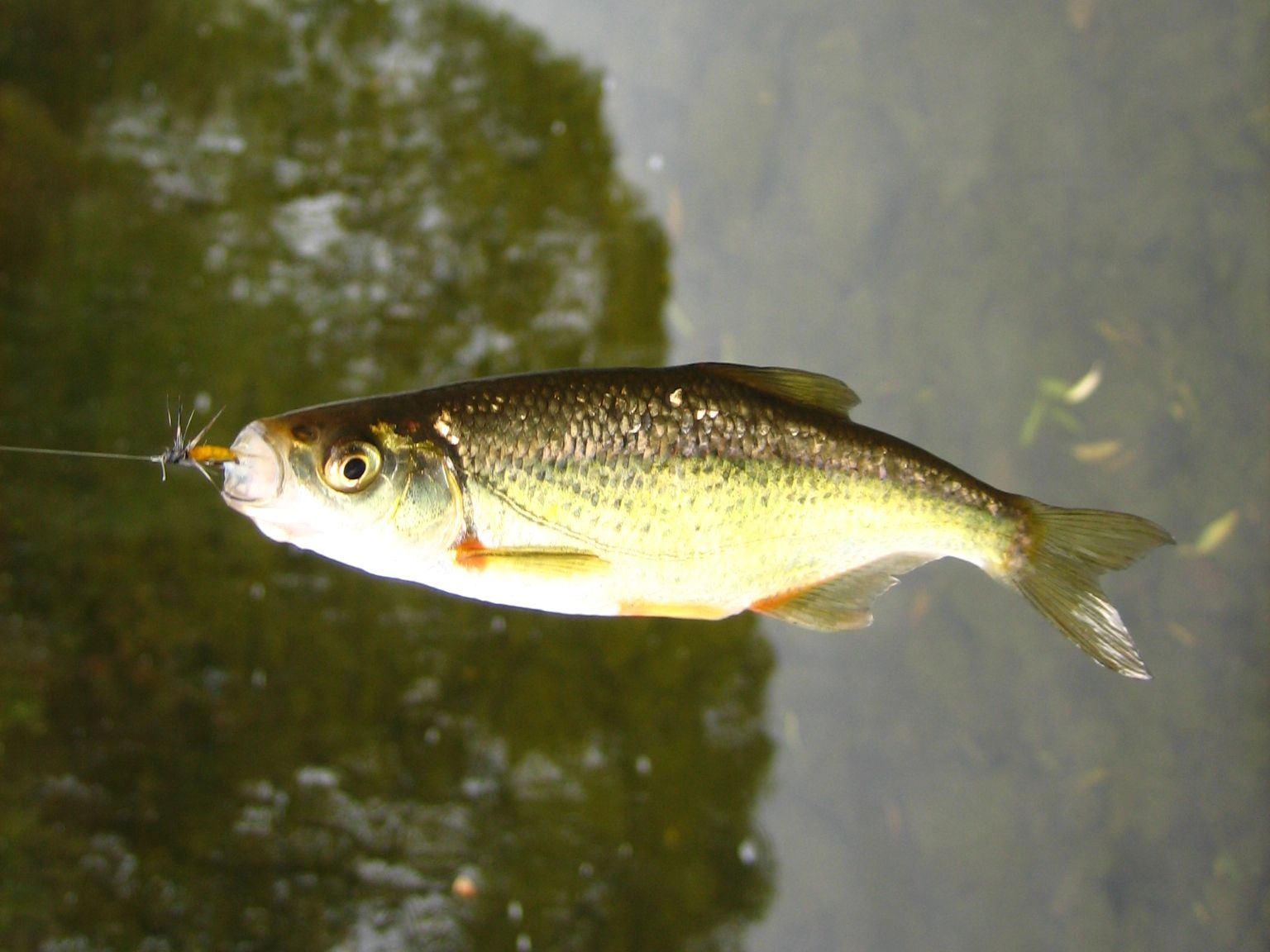
Alburnoides bipunctatus

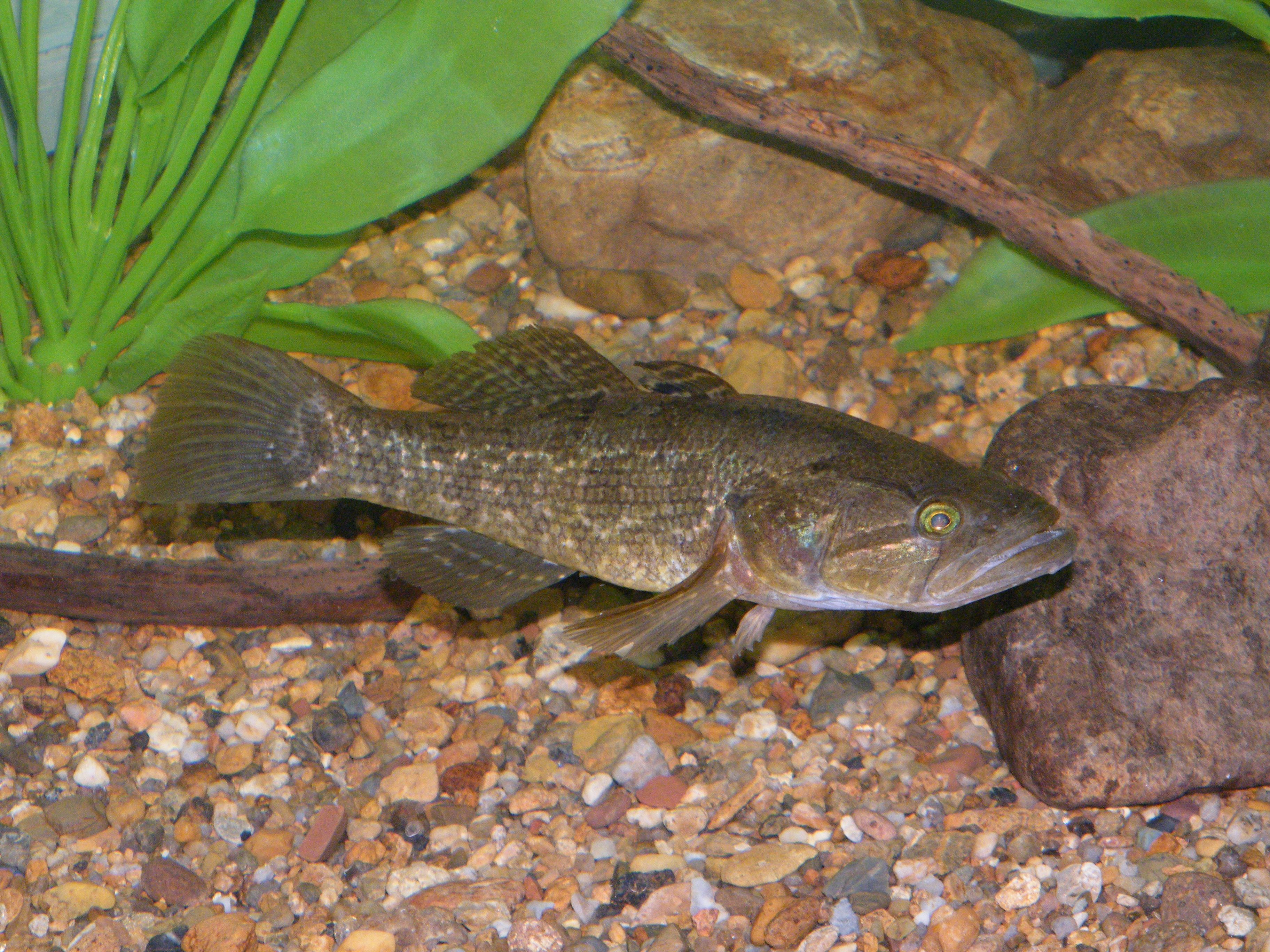
Perccottus glenii

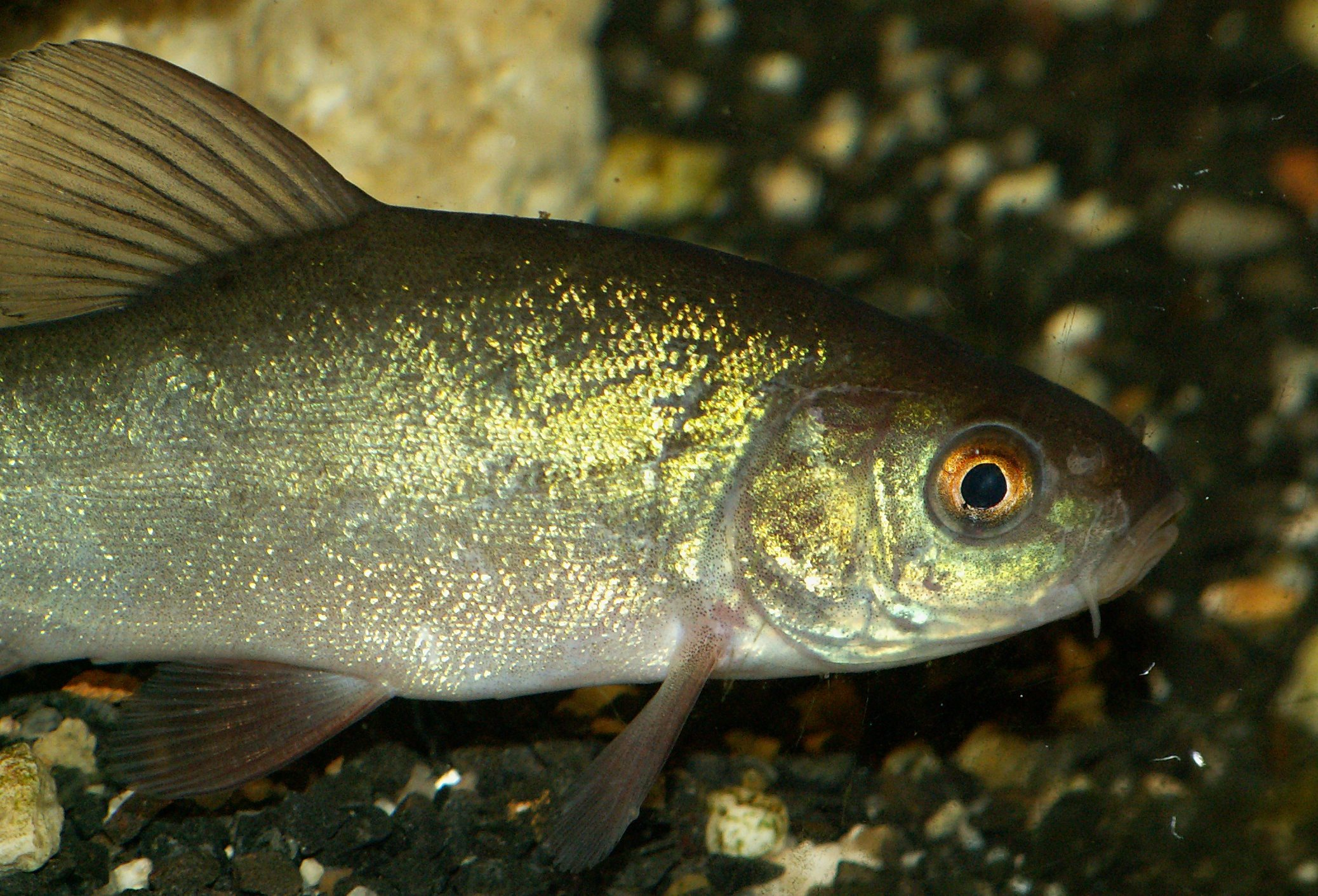
Tenca (Tinca tinca)

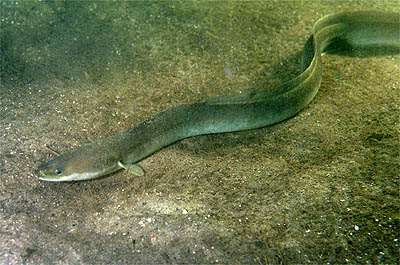
Anguila (Anguilla anguilla)

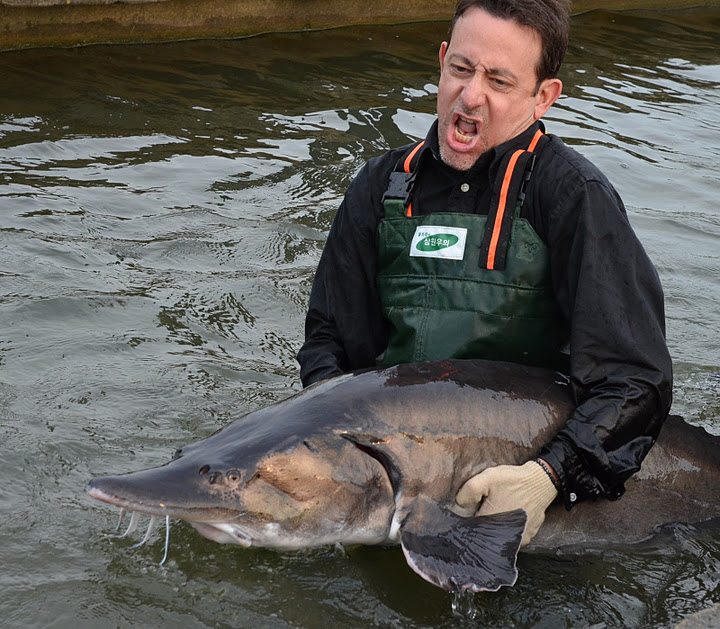
Esturió europeu (Huso huso)

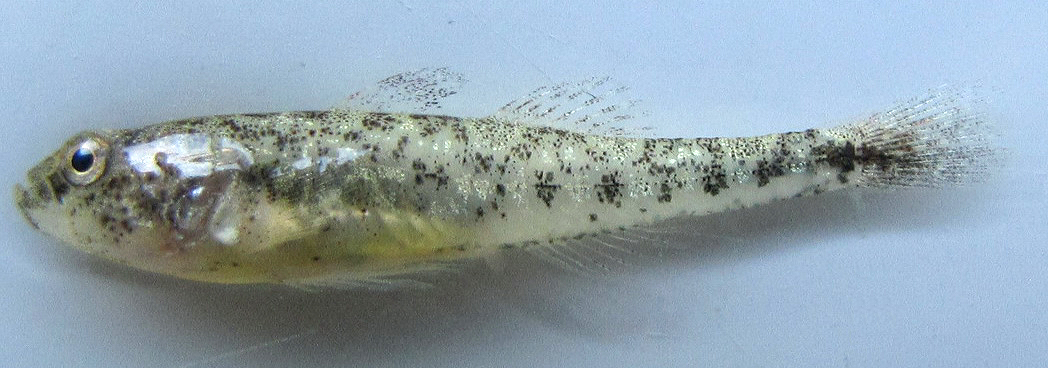
Knipowitschia caucasica

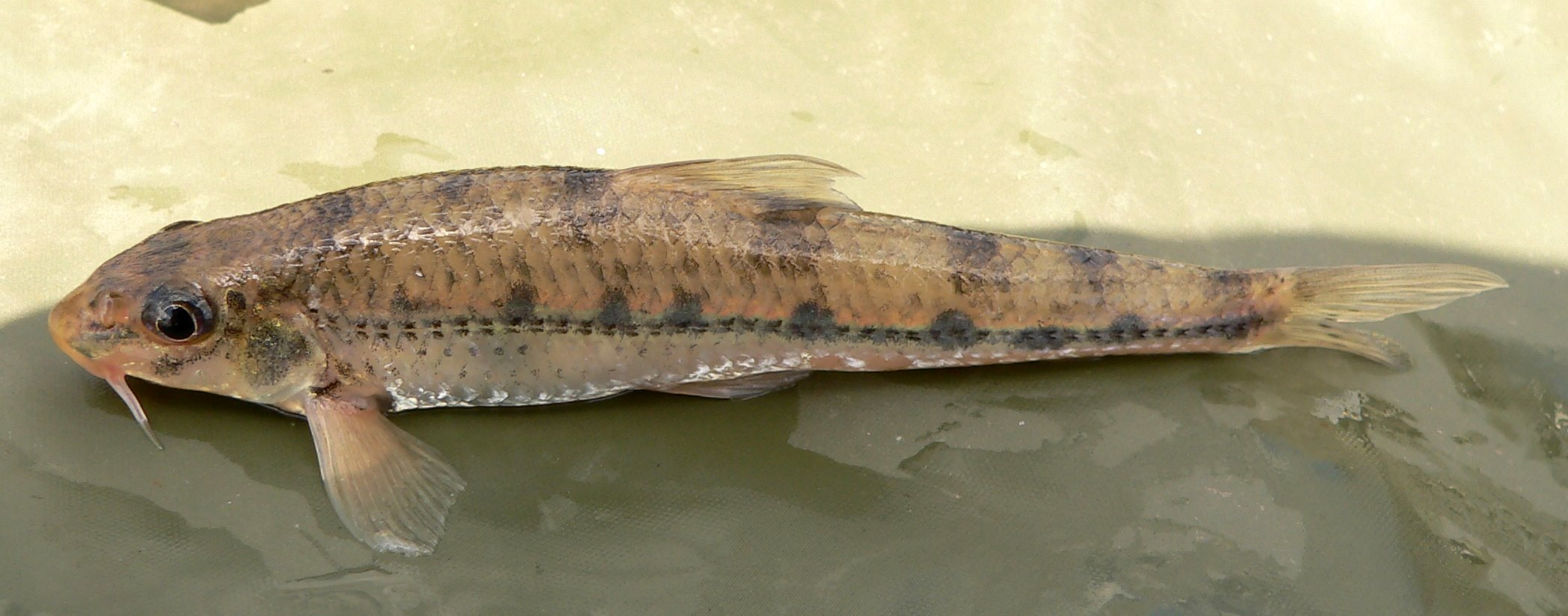
Romanogobio belingi

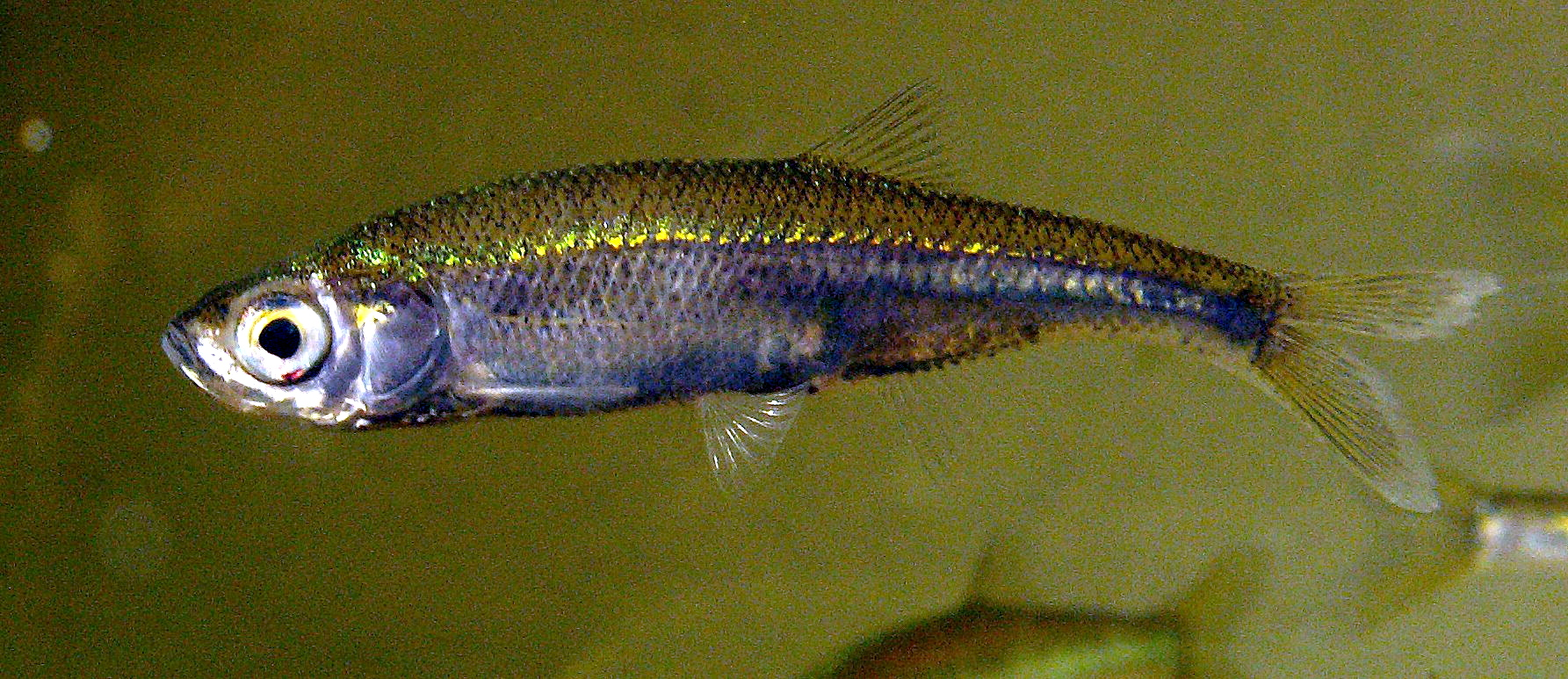
Leucaspius delineatus

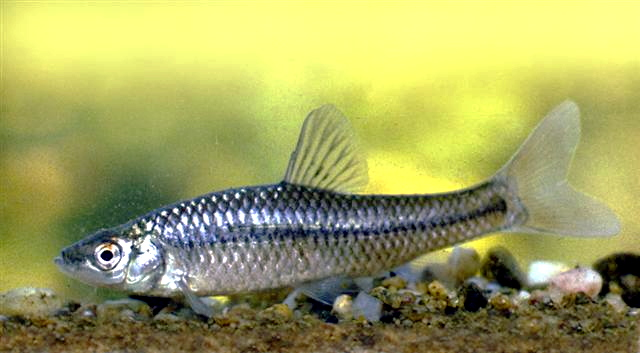
Pseudorasbora parva

Aquesta llista de peixos del riu Dnièster inclou 72 espècies de peixos que es poden trobar actualment al riu Dnièster ordenades per l'ordre alfabètic de llur nom científic.

## A
- Abramis brama
- Acipenser gueldenstaedtii
- Acipenser ruthenus
- Alburnoides bipunctatus
- Alburnoides rossicus
- Alburnus alburnus
- Alosa fallax
- Anguilla anguilla

## B
- Ballerus ballerus
- Barbatula barbatula
- Barbus barbus
- Barbus carpathicus
- Barbus waleckii[1]
- Benthophilus nudus
- Benthophilus stellatus
- Blicca bjoerkna

## C
- Carassius carassius
- Chondrostoma nasus
- Cobitis taenia
- Cobitis tanaitica
- Cottus gobio
- Cottus microstomus
- Cottus poecilopus
- Cyprinus carpio

## E
- Esox lucius
- Eudontomyzon mariae

## G
- Gasterosteus aculeatus
- Gobio gobio
- Gobio sarmaticus
- Gymnocephalus acerina
- Gymnocephalus cernua

## H
- Huso huso

## K
- Knipowitschia caucasica

## L
- Leucaspius delineatus
- Leuciscus aspius
- Leuciscus idus
- Leuciscus leuciscus
- Liza aurata
- Lota lota

## M
- Mesogobius batrachocephalus
- Misgurnus fossilis
- Mugil cephalus

## N
- Neogobius fluviatilis
- Neogobius melanostomus

## P
- Pelecus cultratus
- Perca fluviatilis
- Percarina demidoffii
- Perccottus glenii
- Petroleuciscus borysthenicus
- Phoxinus phoxinus
- Platichthys flesus
- Ponticola kessleri
- Ponticola ratan
- Ponticola syrman
- Pseudorasbora parva

## R
- Rhodeus amarus
- Romanogobio belingi
- Romanogobio kesslerii
- Rutilus heckelii
- Rutilus rutilus

## S
- Sabanejewia baltica
- Sander lucioperca
- Scardinius erythrophthalmus
- Silurus glanis
- Squalius cephalus
- Syngnathus abaster

## T
- Thymallus thymallus
- Tinca tinca

## U
- Umbra krameri[2]

## V
- Vimba vimba

## Z
- Zingel streber
- Zingel zingel[3]